# Justine Braisaz-Bouchet
Justine Braisaz-Bouchet (Albertville, 4 de julio de 1996) es una deportista francesa que compite en biatlón.
Participó en dos Juegos Olímpicos de Invierno, obteniendo dos medallas, bronce en Pyeongchang 2018 (relevo) y oro en Pekín 2022 (salida en grupo).
Ganó doce medallas en el Campeonato Mundial de Biatlón entre los años 2015 y 2025.

## Palmarés internacional
| Juegos Olímpicos   | Juegos Olímpicos             | Juegos Olímpicos  | Juegos Olímpicos |
| Año                | Lugar                        | Medalla           | Prueba           |
| ------------------ | ---------------------------- | ----------------- | ---------------- |
| 2018               | Pyeongchang (Corea del Sur)  | Medalla de bronce | Relevo           |
| 2022               | Pekín (China)                | Medalla de oro    | Salida en grupo  |
| Campeonato Mundial |                              |                   |                  |
| Año                | Lugar                        | Medalla           | Prueba           |
| 2015               | Kontiolahti (Finlandia)      | Medalla de plata  | Relevo           |
| 2016               | Oslo (Noruega)               | Medalla de plata  | Relevo           |
| 2017               | Hochfilzen (Austria)         | Medalla de bronce | Relevo           |
| 2019               | Östersund (Suecia)           | Medalla de bronce | Individual       |
| 2024               | Nové Město (República Checa) | Medalla de oro    | Salida en grupo  |
| 2024               | Nové Město (República Checa) | Medalla de oro    | Relevo           |
| 2024               | Nové Město (República Checa) | Medalla de oro    | Relevo mixto     |
| 2024               | Nové Město (República Checa) | Medalla de plata  | Velocidad        |
| 2024               | Nové Město (República Checa) | Medalla de bronce | Persecución      |
| 2025               | Lenzerheide (Suiza)          | Medalla de oro    | Velocidad        |
| 2025               | Lenzerheide (Suiza)          | Medalla de oro    | Relevo           |
| 2025               | Lenzerheide (Suiza)          | Medalla de bronce | Persecución      |